# Моя Батьківщина (фільм)
«Моя Батьківщина» — радянський художній фільм режисерів Йосипа Хейфица і Олександра Зархі, знятий в 1933 році на кіностудії «Росфільм». Один з перших радянських звукових фільмів. Сюжет заснований на подіях 1929 року, пов'язаних з озброєним конфліктом між СРСР і Китаєм. Незабаром після випуску на екран фільм був заборонений.

## Сюжет
Молодий китайський наймит Ван-босяк (Хайдаров) після роботи повертається в нічліжний будинок, дах в якому зі знесиленими селянами ділять курці опіуму, повії, домашня худоба. Військовий караул, що нагрянув, вербує Вана в армію Гоміньдана. Цього часу на радянській прикордонній заставі червоноармійці Васька (Мельников) і «Малютка» (Назаренко) розучують китайські фрази про класову єдність з селянами Манчжурії. Увечері Василь заступає в наряд і потрапляє в полон до напівбандитського з'єднання китайських військових і непримиренних білих офіцерів, що примкнули до них. Молодий солдат Ван-босяк, як і інші, що брали участь в пограбуванні мирного села, стає свідком жорстокого допиту Василя капітаном Аляб'євим (Жаков).
Китайська армія починає пряме вторгнення на територію СРСР з атаки прикордонного мосту. Кілька червоноармійців ціною власних життів утримують позиції. Масований контрнаступ радянських військ відкидає ворога. Ван-босяк серед багатьох китайських солдатів потрапляє в полон, де бачить принципово інше, гуманне ставлення до захопленого противника. Після вечері він стикається з офіцером своєї частини, який, демонструючи абсолютно дружні і рівні відносини, вмовляє Вана допомогти йому втекти. Але, опинившись на волі, відновлює дистанцію і вимагає покірного підпорядкування. В ході виниклої сутички Ван-босяк вбиває офіцера і повертається в розташування Червоної армії.
В ході блискавичної операції підрозділи радянських військ займають кілька прикордонних населених пунктів і після підписання Хабаровського протоколу переможно повертаються до місць постійної дислокації. Китайські селяни й наймити, серед яких і Ван-босяк, проводжають їх як братів.

## У ролях
- Олександр Мельников —  Васька
- Яніна Жеймо —  Оля
- Геннадій Мічурін —  командир роти
- Борі Хайдаров —  Ван-босяк
- Костянтин Назаренко —  «Малютка»
- Олег Жаков —  капітан Аляб'єв
- Юй Фа-Шоу —  манчжурський офіцер
- Людмила Семенова —  повія Людмила
- Петро Пирогов — епізод
- Микола Зінін — епізод
- Петро Консон — епізод
- Микола Вільдгрубе — зв'язківець
- Степан Крилов — червоноармієць
- Зана Заноні — китайська благодійниця

## Знімальна група
- Режисери — Олександр Зархі, Йосип Хейфиц
- Сценаристи — Михайло Блейман, Олександр Зархі, Йосип Хейфиц
- Оператор — Михайло Каплан
- Композитор — Гавриїл Попов
- Художник — Микола Суворов